# Bessèges
 Bessèges  es una población y comuna francesa, situada en la región de Languedoc-Rosellón, departamento de Gard, en el distrito de Alès y cantón de Bessèges.

## Historia
Bassèges fue una aldea de la comuna de Robiac-Rochessadoule. Su importancia comenzó con la apertura de una mina de carbón en 1809 y la posterior creación de una planta de hierro y acero en 1833 y, finalmente llegó el tren en 1857. La comuna fue creada en 1858 a partir de varios distritos vecinos.
En su mejor momento, a finales del siglo XIX, la población alcanzó los 11.000 habitantes. Sin embargo, durante el siglo XX descendió y finalmente la mina fue abandonada en 1964 y los trabajos en acero terminaron en 1987. Actualmente la economía se basa en el turismo.
Bessèges alberga la carrera ciclista anual Estrella de Bessèges (en francés, Étoile de Bessèges).

## Demografía
| 6 518 | 6 121 | 5 255 | 4 352 | 3 635 | 3 137 | 3 233 |
| Para los censos de 1962 a 1999 la población legal corresponde a la población sin duplicidades (Fuente: INSEE [Consultar]) |       |       |       |       |       |       |